# Восточный ветер (коммуна)
Коммуна «Восточный ветер» (англ. East Wind Community) — идейная община в округе Озарк штата Миссури, США. Основана в 1973 году. Это светская демократическая организация с обобществлением имущества, гарантировано обеспечивающая каждого члена жизненно необходимыми благами: пищей, одеждой, жилищем, медицинским обслуживанием, базовым образованием и небольшим ежемесячным денежным пособием на дополнительные личные нужды. Важнейшие решения принимаются методами прямой демократии. Большинство должностей в коммуне — выборные.
Первоначальными целями создания коммуны были достижение мира, социальной справедливости, экономической и социальной демократии.
Коммуна Восточный ветер имеет 1045 акров (4,23 км2) земли и владеет несколькими коммерческими предприятиями. Расположена недалеко от магистрали «U.S. Route 160» на южном конце дороги окружного значения 547 (county road 547), неподалёку от невключённой территории Текумсе (англ. Tecumseh).
Коммуне принадлежит предприятие по производству ореховой пасты «East Wind Nutbutters», приносящее ей доход около 500 тыс. долларов США в год. Мануфактуры коммуны также выпускают тахини, жаренный арахис, арахисовая и  миндальная пасты; причём арахисовая паста и тахини — органические. Участники коммуны делают «утопические верёвочные сандалии» (англ. Utopian Rope Sandals), или «Утопы» (Utopes), и барабаны ручной работы. Доходы от всей этой деятельности поступают в распоряжение коммуны. Каждый участник коммуны обязан трудиться в ней не меньше определённого количества часов в неделю. 
Кандидат в члены коммуны должен получить одобрение определённой группы действующих членов, а затем пройти трёхнедельный «гостевой период», чтобы стать временным членом. Через год временного членства можно стать полным членом коммуны, если действующие полные члены на общем голосовании одобрят кандидатуру новичка. Ещё в коммуне существует статус «ассоциированного члена» — для тех, кто не собирается оставаться там жить, а хочет пробыть некоторое время.
«Восточный ветер» — член «Федерации эгалитарных общин» (англ. Federation of Egalitarian Communities). При поддержке этой федерации проводятся многие конференции и происходят трудовые обмены между её участниками.
Члены коммуны проживают в общежительных домах с общими столовыми, прачечными и душевыми. Есть так же несколько двухместных домиков для супружеских пар и гостей. Также есть в общем пользовании места отдыха и компьютеры.
В августе 2005 года в журнале «National Geographic» вышла статья о коммуне «Восточный ветер».